# Do (Berkovići)
Pour les articles homonymes, voir Do.
Do (en serbe cyrillique : До) est un village de Bosnie-Herzégovine. Il est situé dans la municipalité de Berkovići et dans la république serbe de Bosnie. Selon les premiers résultats du recensement bosnien de 2013, il compte 34 habitants.
Après la guerre de Bosnie-Herzégovine et à la suite des accords de Dayton (1995), le territoire du village de Do, qui faisait partie de la municipalité de Stolac, a été partiellement rattaché à la municipalité de Berkovići, nouvellement créée et intégrée à la république serbe de Bosnie.

## Démographie

### Évolution historique de la population dans la localité
| 1961 | 1971 | 1981 | 1991 | 2013 |
| ---- | ---- | ---- | ---- | ---- |
| 120  | 93   | 70   | 57,  | 34   |

|  |

### Répartition de la population par nationalités (1991)
En 1991, les 57 habitants du village étaient tous serbes.